# Hayes County
Hayes County ist ein County im Bundesstaat Nebraska der Vereinigten Staaten. Der Verwaltungssitz (County Seat) ist Hayes Center, das nach seiner zentralen Lage im County benannt wurde.

## Geographie
Das County liegt fast in der äußersten unteren südwestlichen Ecke von Nebraska, ist im Süden etwa 40 km von Kansas, im Westen etwa 50 km von Colorado entfernt und hat eine Fläche von 1848 Quadratkilometern, wovon 1 Quadratkilometer Wasserfläche ist. Es grenzt im Uhrzeigersinn an folgende Countys: Frontier County, Hitchcock County, Dundy County, Chase County, Perkins County und Lincoln County.

## Geschichte
Hayes County wurde 1877 gebildet. Benannt wurde es nach dem Präsidenten Rutherford B. Hayes.
Drei Bauwerke und Stätten des Countys sind im National Register of Historic Places eingetragen (Stand 11. Februar 2018).

## Demografische Daten

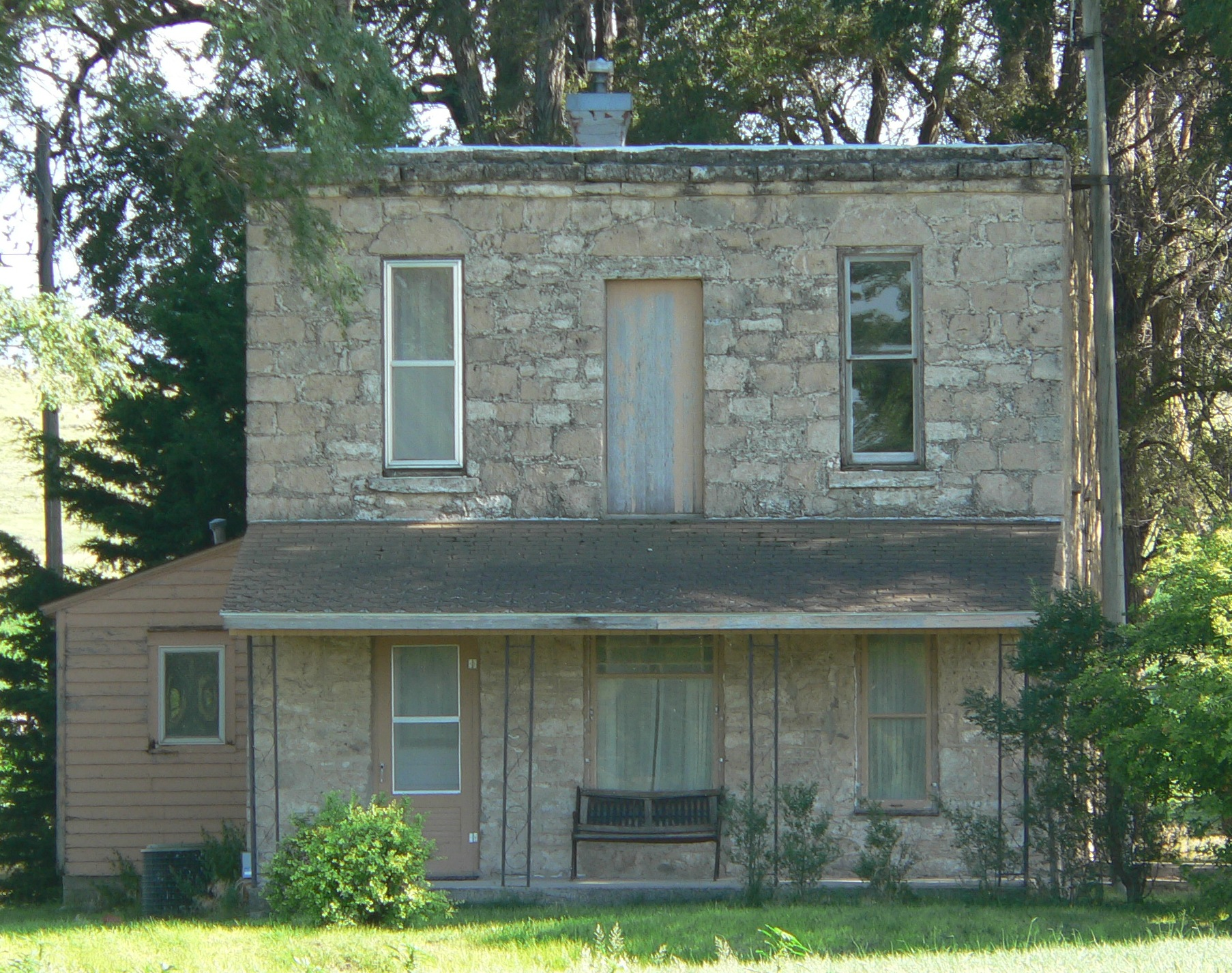
J. M. Daniel House, gelistet im NRHP

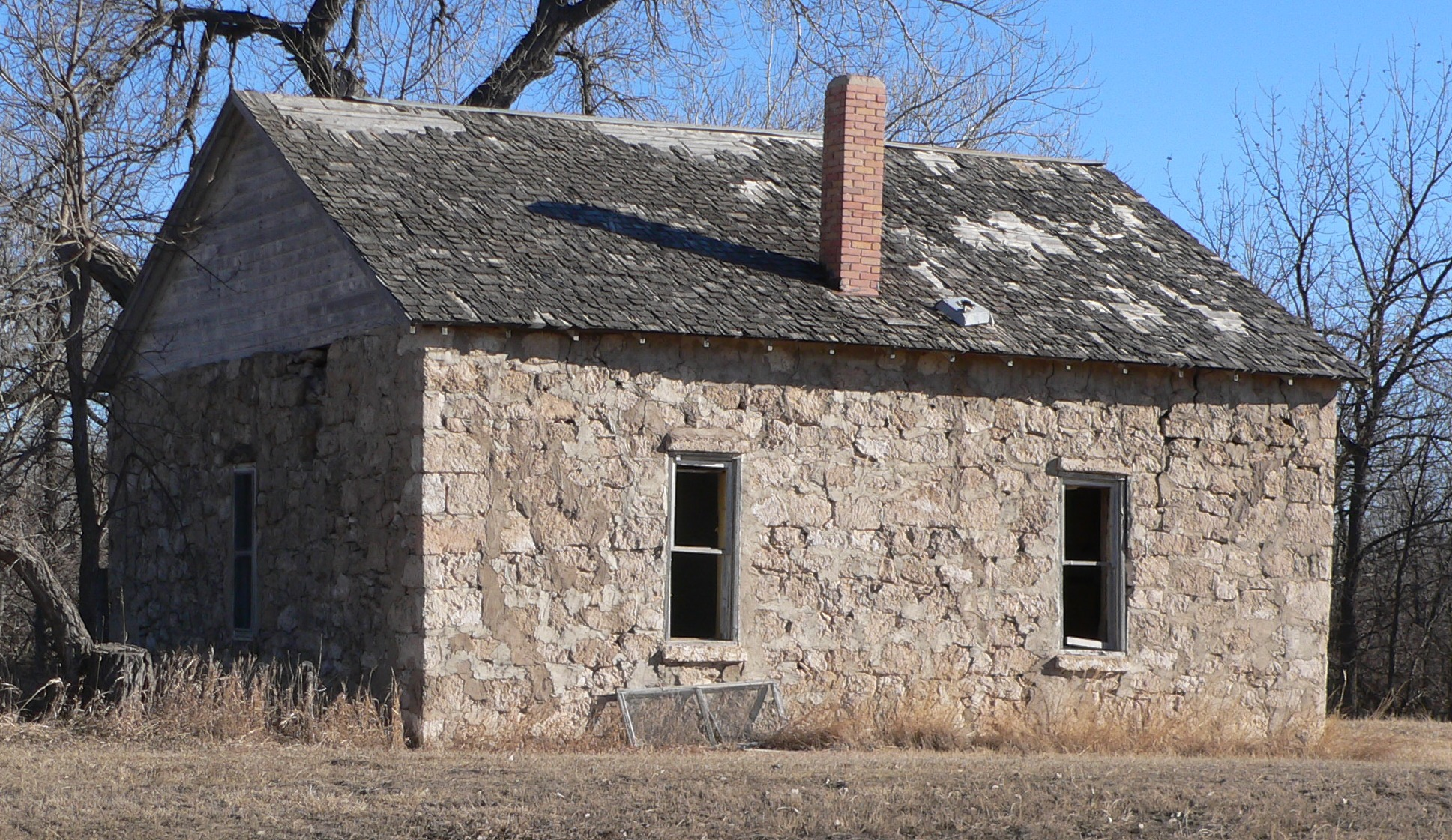
J. M. Daniel School-District No. 3, gelistet im NRHP

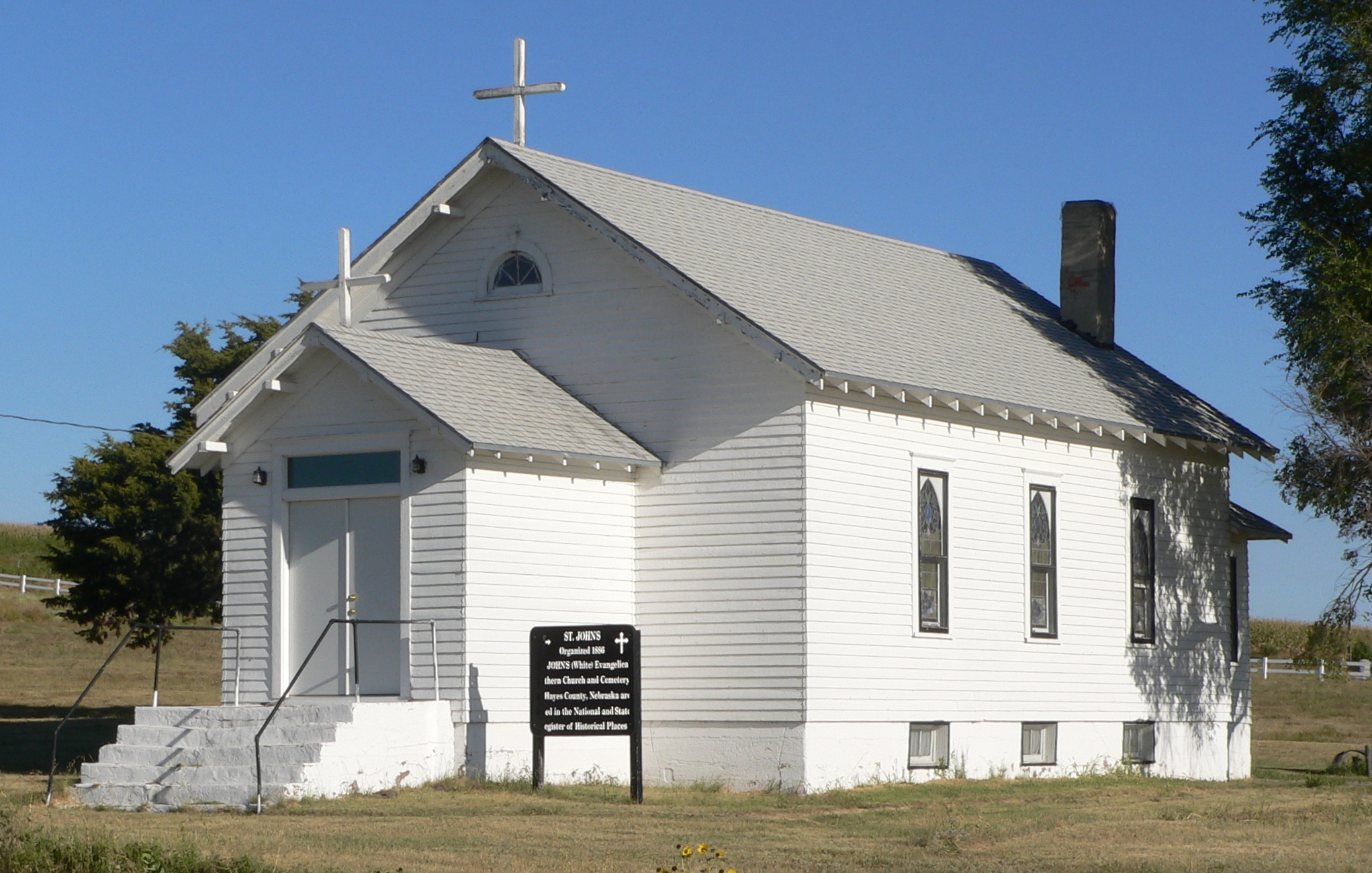
St. John’s Evangelical Lutheran German Church and Cemetery, gelistet im NRHP

Nach der Volkszählung im Jahr 2000 lebten im Hayes County 1068 Menschen in 430 Haushalten und 312 Familien. Die Bevölkerungsdichte betrug 1 Einwohner pro Quadratkilometer. Ethnisch betrachtet setzte sich die Bevölkerung zusammen aus 97,2 Prozent Weißen, 0,2 Prozent Afroamerikanern, 0,3 Prozent Asiaten und 1,8 Prozent aus anderen ethnischen Gruppen; 0,6 Prozent stammten von zwei oder mehr Ethnien ab. 2,5 Prozent der Bevölkerung waren spanischer oder lateinamerikanischer Abstammung.
Von den 430 Haushalten hatten 28,1 Prozent Kinder und Jugendliche unter 18 Jahre, die bei ihnen lebten. 67,0 Prozent waren verheiratete, zusammenlebende Paare, 2,6 Prozent waren allein erziehende Mütter, 27,4 Prozent waren keine Familien, 26,5 Prozent waren Singlehaushalte und in 15,6 Prozent lebten Menschen im Alter von 65 Jahren oder darüber. Die Durchschnittshaushaltsgröße betrug 2,48 und die durchschnittliche Familiengröße lag bei 3,02 Personen.
Auf das gesamte County bezogen setzte sich die Bevölkerung zusammen aus 26,6 Prozent Einwohnern unter 18 Jahren, 5,5 Prozent zwischen 18 und 24 Jahren, 21,5 Prozent zwischen 25 und 44 Jahren, 26,5 Prozent zwischen 45 und 64 Jahren und 19,9 Prozent waren 65 Jahre alt oder darüber. Das Durchschnittsalter betrug 42 Jahre. Auf 100 weibliche Personen kamen 100,4 männliche Personen. Auf 100 Frauen im Alter von 18 Jahren oder darüber kamen statistisch 102,6 Männer.
Das jährliche Durchschnittseinkommen eines Haushalts betrug 26.667 USD, das Durchschnittseinkommen der Familien betrug 31.125 USD. Männer hatten ein Durchschnittseinkommen von 19.211 USD, Frauen 16.806 USD. Das Prokopfeinkommen betrug 14.099 USD. 14,6 Prozent der Familien und 18,4 Prozent der Bevölkerung lebten unterhalb der Armutsgrenze. Davon waren 26,2 Prozent Kinder oder Jugendliche unter 18 Jahre und 12,9 Prozent waren Menschen über 65 Jahre.

## Orte im County
| - Hamlet - Hayes Center | - Marengo - Palisade |